# Zaluki
Zaluki su naselje u Hrvatskoj u sastavu općine Matulja. Nalaze se u Primorsko-goranskoj županiji.

## Zemljopis
Sjeverno je Veli Brgud, sjeveroistočno je Mali Brgud, Ružići, istočno su Permani, Brešca i Mučići, jugoistočno su Jurdani, zapadno je Zvoneće.

## Stanovništvo
| broj stanovnika |       |       | 172   | 191   | 209   | 188   |       |       | 144   | 122   | 114   | 127   | 86    | 73    | 68    | 73    | 68    |
|                 | 1857. | 1869. | 1880. | 1890. | 1900. | 1910. | 1921. | 1931. | 1948. | 1953. | 1961. | 1971. | 1981. | 1991. | 2001. | 2011. | 2021. |